# Hernán Valdés
Hernán Valdés (geb. 1934 in Santiago de Chile; gest. 15. Februar 2023 in Kassel) war ein chilenischer Schriftsteller, der mit Werken über die Militärdiktatur in Chile hervorgetreten ist. 

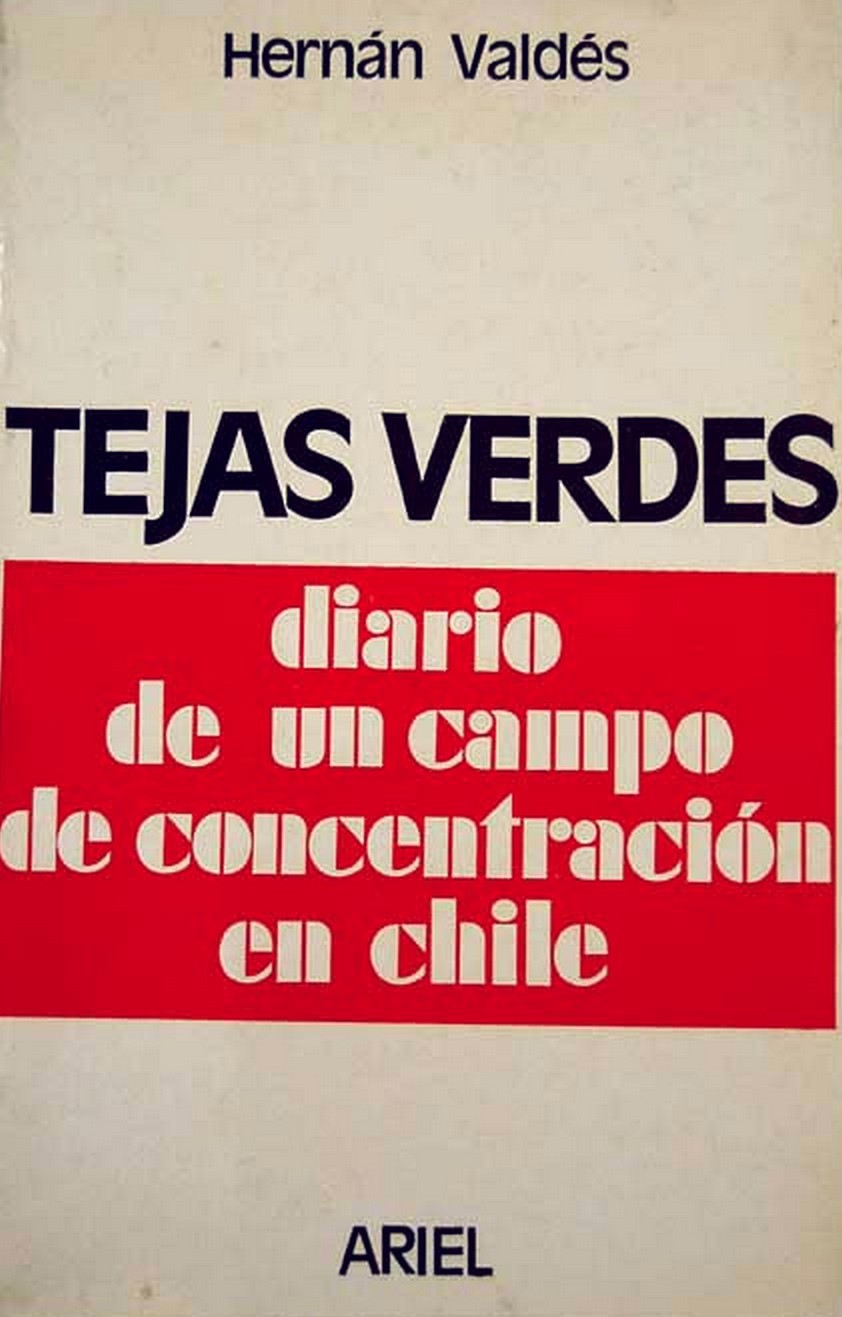
Tejas Verdes: diario de un campo de concentración en Chile

## Leben
Hernán Valdés wurde 1934 in Santiago de Chile geboren. In den Jahren 1963 und 1964 studierte er Film in Prag. 1970 arbeitete er bis zum Militärputsch durch Augusto Pinochet am 11. September 1973 an der Pontificia Universidad Católica de Chile. Anfang 1974 wurde er verhaftet und verbrachte einen Monat im Folterlager Tejas Verdes, in der Nähe des Hafens von San Antonio, in der Provinz Santiago. Nach einem Monat kam er frei und begab sich unmittelbar in die schwedische Botschaft mit dem Ersuchen um Asyl. Dort verbrachte er einen weiteren Monat, bevor er nach Europa ausreisen konnte.
In seinem 1974 veröffentlichten Buch Tejas Verdes (mit dem Untertitel: Diario de un campo de concentración en Chile; dt.: Grüne Kacheln – Tagebuch aus einem chilenischen Konzentrationslager) liefert er eine detaillierte Beschreibung der Haftbedingungen, des Terrors und der Demütigungen des täglichen Lebens im Konzentrationslager sowie der Verhör- und Foltermethoden, wobei er implizit die Ideologie und die Ziele des damaligen chilenischen Regimes enthüllt. Es gilt als eines der ersten Zeugnisse der Repression durch die Militärdiktatur unter General Augusto Pinochet.
Nach seinem Zeugnisbuch – das im selben Jahr in Spanien erschien, in Chile aber erst 22 Jahre später, im Jahr 1996, veröffentlicht wurde – kehrte Valdés zur Belletristik zurück und schrieb weitere Romane. A partir del fin, der sich mit dem Militärputsch von 1973 befasst, erschien 1981 in Mexiko (in Chile ebenfalls erst 22 Jahre später). La historia subyacente, 1984 auf Deutsch veröffentlicht, erschien 2007 in Chile auf Spanisch.
Über den Roman A partir del fin sagte María Teresa Cárdenas (El Mercurio), wenn es eine literarische Gerechtigkeit gebe, müsse er als der große Roman über den Militärputsch anerkannt werden.
Hernán Valdés lebte und arbeitete in Kassel, Deutschland, nachdem er lange Zeit in Barcelona in Spanien und England (London) gelebt hatte.

## Werke
- Poesía de salmos, 1954
- Apariciones y Desapariciones, poesía, 1964
- Cuerpo creciente, novela, 1966
- Zoom, novela, 1971
- Tejas Verdes: diario de un campo de concentración en Chile, testimonio, Ariel, Barcelona, 1974 (LOM, Santiago, 1996; Taurus Chile, 2012)
- A partir del fin, novela, Era, México, 1981 (LOM, Santiago, 2004)
- La historia subyacente, novela, fue publicada en alemán en 1984; en español, la sacó, en una edición revisada por Valdés, LOM, Santiago, 2007
- Fantasmas literarios, ensayo, Aguilar, Santiago, 2005; nueva edición, aumentada y revisada: Taurus, 2018
- Tango en el desierto, novela, Alfaguara, Santiago, 2011

deutsch:
- Folter in Chile. Valdés, Hernán. - Reinbek bei Hamburg : Rowohlt, 1987, Dt. Erstausg., erw. Neuaufl.
- Ansilania oder die Geschichte darunter. Valdés, Hernán. - Berlin : Rotbuch-Verlag, 1986
- Vom Ende an. Valdés, Hernán. - Berlin : Rotbuch-Verlag, 1984
- Hernán Valdés: Auch wenn es nur einer wäre. Tagebuch aus einem chilenischen KZ. Rowohlt TB-V., Rnb. ISBN 3499140640, ISBN 9783499140648 <Tejas Verdes: diario de un campo de concentración en Chile; dt.>